# أمليست موتشي
أمليست موتشي، (بالأمهرية: አምለሰት ሙጬ)‏؛ مواليد 1978)، هي عارضة أزياء وممثلة وصانعة أفلام إثيوبية.

## بدايتها ومشوارها الفني
ولد أمليست في إثيوبيا عام 1978. درست صناعة الأفلام في أكاديمية نيويورك للأفلام، ودرست الصحافة في جامعة يونيتي في أديس أبابا، إثيوبيا.
أمليست هي الفائزة في مسابقة ملكة جمال الجامعة لعام 2004 وقد مثلت دولة إثيوبيا. أصبحت أيضًا فائزة بمسابقة ملكة جمال العالم في إثيوبيا في عام 2006. بالإضافة إلى ذلك، أمليست هي صانعة أفلام. كتبت وأنتجت أفلام مثل «عن الحب»، و«التبني» ، والفيلم الوثائقي إثيوبيا الخضراء.
تعمل أمليست أيضًا كمتحدثة باسم منتجات إتيتي ديري في إثيوبيا. وهي صريحة بشأن القضايا البيئية التي تواجه إثيوبيا. كما شاركت أمليست في مؤتمر الأمم المتحدة 2018 «النساء أولا» الذي انعقد في 11 مارس 2018 في أديس أبابا بإثيوبيا. فازت بسباق «أيكون» للسيدات بزمن 25.25.

## الحياة الشخصية
في عام 2012، تزوجت أمليست من المغني الإثيوبي تيدي أفرو في كاتدرائية الثالوث المقدس في أديس أبابا بإثيوبيا، ولديهما طفلين معا.